# Balboa (kommun i Colombia, Cauca, lat 2,10, long -77,20)
Balboa är en kommun i Colombia.   Den ligger i departementet Cauca, i den västra delen av landet, 400 km sydväst om huvudstaden Bogotá. Antalet invånare är 23 602. Arean är 360 kvadratkilometer.
Terrängen i Balboa är bergig åt nordväst, men åt sydost är den kuperad.